# Комарія
Кома́рія (рос. Комария) — присілок у складі Шадрінського району Курганської області, Росія. Входить до складу Чистопрудненської сільської ради.
Населення — 15 осіб (2010, 32 у 2002).
Національний склад станом на 2002 рік: росіяни — 100 %.